# Bedekkingsgraad (meteorologie)

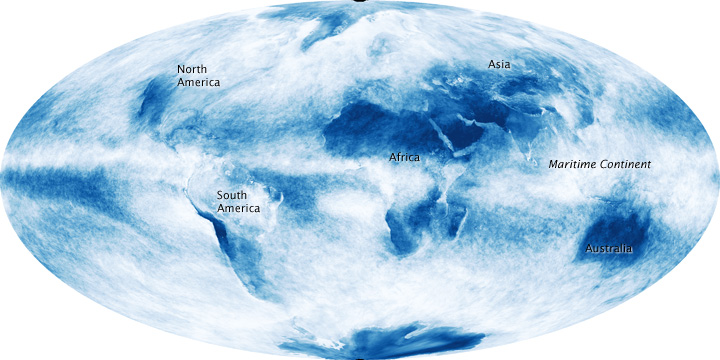
De gemiddelde bedekkingsgraad voor oktober 2009.

De bedekkingsgraad is het totaal bewolkte gedeelte van de hemel. Het is met onder meer de soort bewolking van invloed op de neerslagkansen. De bedekkingsgraad is het laagst in subtropische hogedrukgebieden en neemt toe op lagere en hogere breedte. De hoogste bedekkingsgraad ligt tussen 60° en 70° breedte. Verder is deze hoog bij de westkusten van de continenten op de gematigde en hogere breedtes. De westelijke winden voeren daar vochtige oceaanlucht aan die tegen de kust opstijgen. De bedekkingsgraad heeft een dagelijkse en jaarlijkse gang. De hoeveelheid bewolking wordt uitgedrukt in achtste delen (octa´s). Zo staat 0/8 voor onbewolkt, 1/8 voor vrijwel onbewolkt, 4/8 voor half bewolkt en 8/8 voor geheel bewolkt.